# GMC AC 454
Der GMC AC 454 ist ein Lastwagenmodell, das die GMC ab 1940 herstellte.

## Technische Daten und Geschichte
Der GMC AC 454 ist ein Militärlastwagen der General Motors Company aus den USA. Er kam im Zweiten Weltkrieg zum Einsatz.
Der Lastwagen verfügt über einen Aufbau mit Brücke. Er hat eine Bordspannung von 12 Volt. In der Schweizer Armee erhielten die GMC AC 454 die Bezeichnung Lastw. gl 3,5T 4x2 (Lastwagen geländegängig). Die Schweizer Armee hatte ca. 90 dieser Lastwagen im Einsatz.
1971 wurden einige Exemplare von Pius Lang von der «Militär-Motorfahrer-Gesellschaft des Kantons Zug» auf Holzvergaser umgebaut. Die Impert-Holzgasanlagen waren während des Zweiten Weltkriegs an zivilen Lastwagen montiert. Ein solcher umgebauter GMC AC 454 befindet sich heute im Zuger Depot Technikgeschichte.

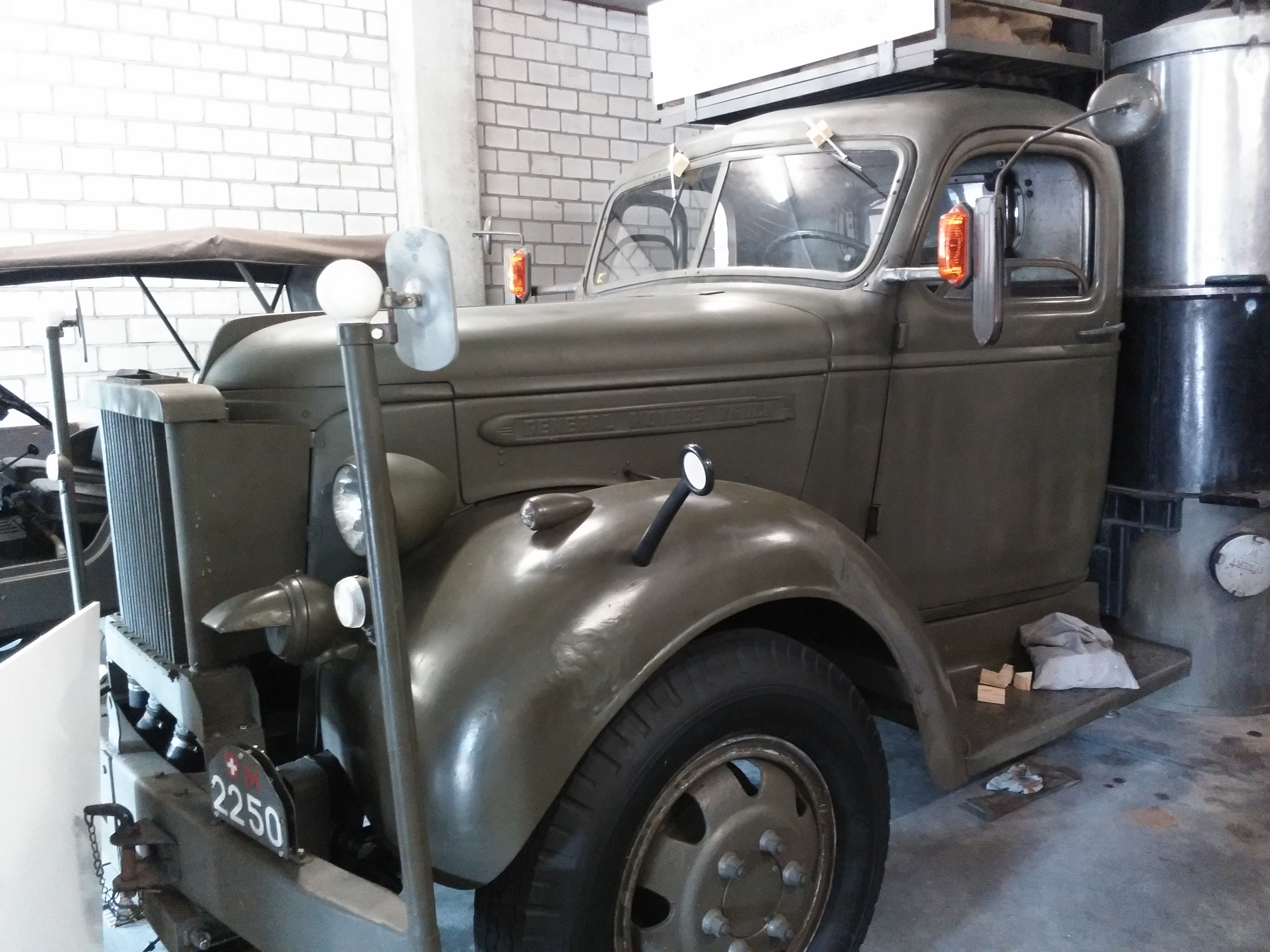
GMC AC 454 – Seitenansicht
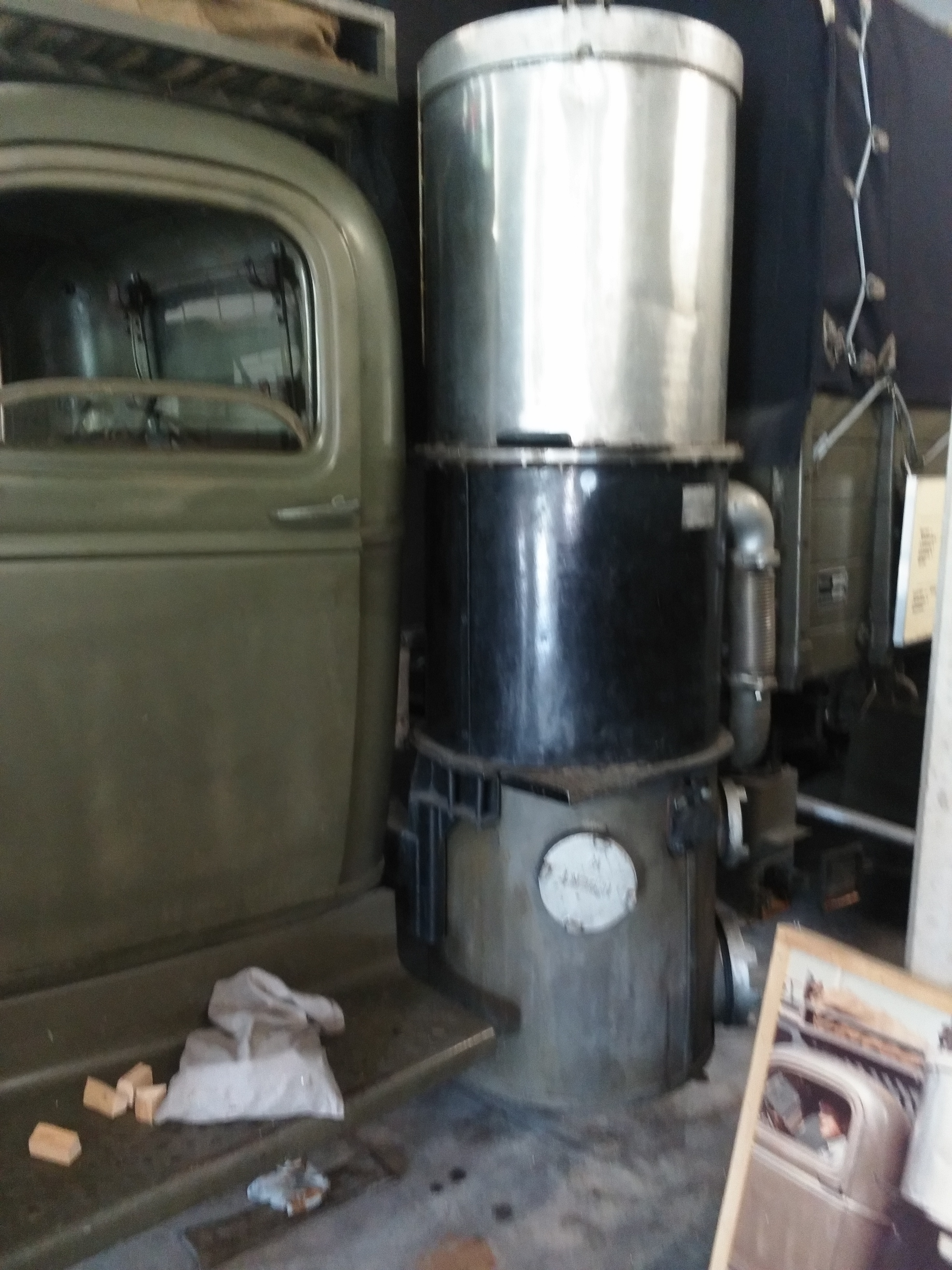
GMC AC 454 – Holzvergaser
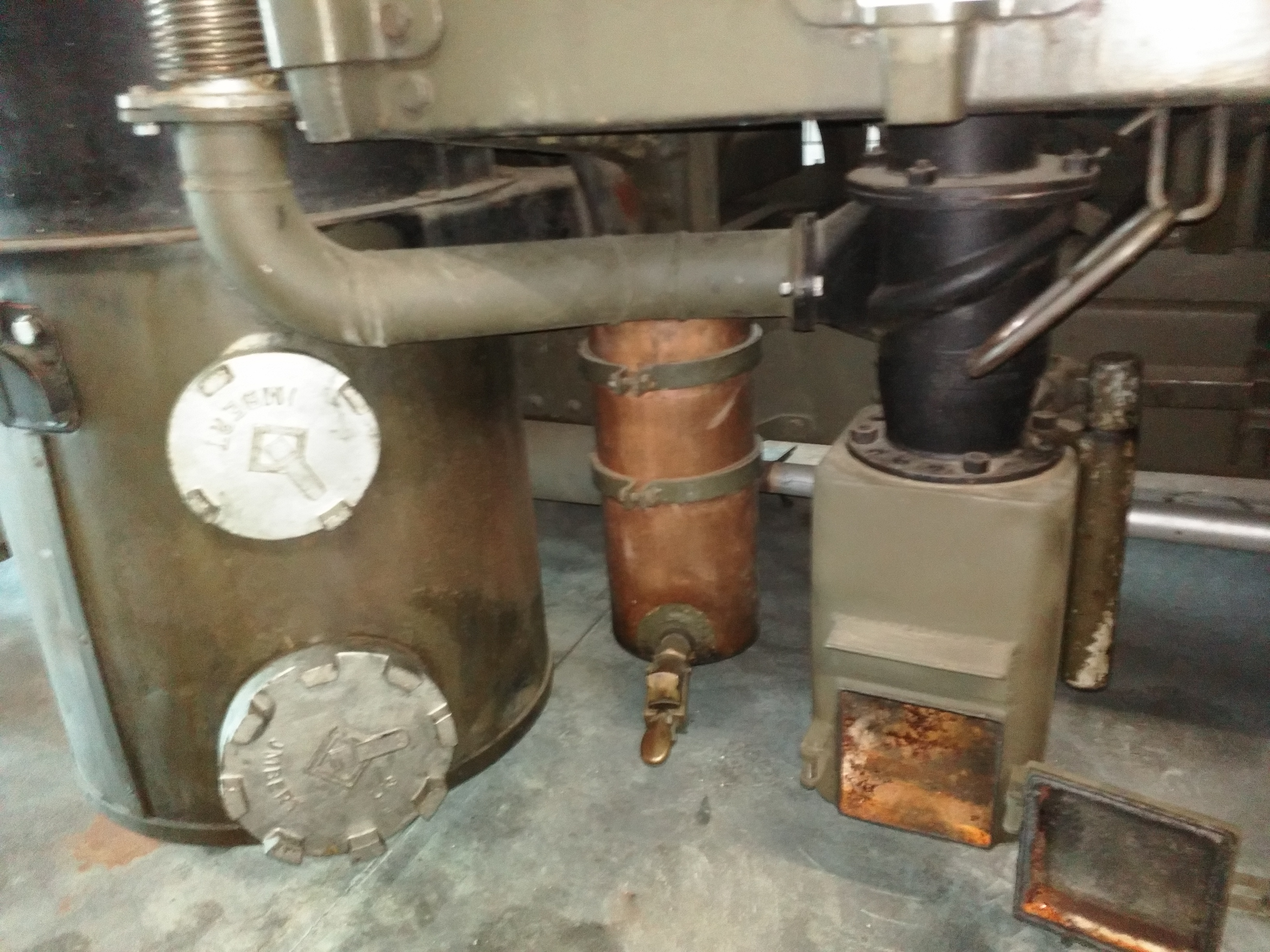
GMC AC 454 – Holzvergaser, Detail